# 再雇用警察官
『再雇用警察官』（さいこようけいさつかん）は、姉小路祐による日本の警察小説のシリーズ。徳間書店より2019年9月から刊行されている。
2020年5月から、テレビ東京系列でテレビドラマ化されている（後述）。

## あらすじ
「定年を迎えたって、まだまだやれる…」。安治川信繁は、大阪府警が「再雇用警察官制度」を開始したことにより、“雇用延長警察官”として勤務を続けることになった。
給与は定年時のおよそ6割にまで減り、階級は巡査部長待遇という曖昧なもので、拳銃も貸与されない。上司の意向に逆らったとしても、処分や意趣返しといった異動などもほぼ皆無。
「思い切って働ける」と意気込んだ中で配属された先は、新設された大阪府警生活安全部消息対応室。そこでのメンバー・同僚は、府警本部から左遷されてきた室長の芝と、難波署少年係から異動・転属してきた似顔絵描きの名手・新月良美の2人。職務を分かりやすく言えば「行方不明人捜査官」で、事件性があるのかどうかといったグレーゾーンの行方不明者を調査していくという、極めて地味な部署である。
しかし職務を遂行していく中で、とある平凡な失踪が、思いもよらない複雑な事件になっていく。

## シリーズ一覧
- 姉小路祐（著）、旅井とり（イラスト）、徳間書店〈徳間文庫〉
  1. 『再雇用警察官』2019年9月15日発行、ISBN 978-4198944964
  2. 『再雇用警察官 いぶし銀』2020年6月15日発行、ISBN 978-4198945626
  3. 『再雇用警察官 完敗捜査』2021年2月15日発行、ISBN 978-4198946234
  4. 『再雇用警察官 0の構図』2022年4月15日発行、ISBN 978-4198947309
  5. 『再雇用警察官 究極の完全犯罪』2022年11月15日発行、ISBN 978-4198947965
  6. 『再雇用警察官 七色の行方不明』2023年8月15日発行、ISBN 978-4198948849

## テレビドラマ
2020年からテレビ東京『月曜プレミア8』枠内で放送されたシリーズ。主演の安治川信繁役を高橋英樹が務める。
原作では大阪府警が舞台となっているが、ドラマでは神奈川県警に変更されている。

### キャスト

#### 神奈川県警察

##### 生活安全部消息対応室
事務所は「神奈川県川崎中央警察署」内に設置されている。
安治川信繁(あじがわ のぶしげ)
演 - 高橋英樹
定年後に再雇用された警察官。定年前は捜査共助課に所属していた。
警察関係者から元犯罪者のフリーライターまで幅広い人脈を持ち、捜査や調査に活かす。その人脈の幅広さは新月から「安治川コネクション」と呼ばれている。
新月良美(しんげつ よしみ)
演 - 本仮屋ユイカ
元少年課。少年課時代、補導された子供の父親が暴力を振るった際に止めるために手を出したが、行き過ぎた行為をしてしまい消息対応室に左遷。
思ったことをずけずけ口にするなど遠慮がない節がある。また出世欲が強く、そのために「一生懸命練習した」似顔絵の腕前はかなりのもの。
芝隆之(しば たかゆき)
演 - 石黒賢
室長。消息対応室の設立者でもある。部下が裏金を使い込み、その責任を取る形で県警から左遷されてきた。
妻の美幸（旧姓・神原）が行方不明になっており、対応室を設立したのはその妻を見つけ出すため（第2作）。

##### 捜査一課
佐久山明弘
演 - 林泰文
刑事。消息対応室を快く思っておらず嫌味な態度をとる。しかし虐めや嫌がらせの類は行わず、パワハラ上司というほどでもない。安治川のことは「再雇用」と呼んでいる。
消息対応室に出向いてまでぞんざいな扱いをするが、安治川におだてられて捜査情報を喋ってしまうこともある。
渡辺雄二
演 - 佐藤正浩
刑事。佐久山と一緒に行動する。太鼓持ち的な存在だが刑事としてはまともで、佐久山ほど意地悪ではない。

#### その他
本条名保子
演 - 磯山さやか
安治川の姪。夫と息子の3人家族。夫との関係は良好。
20年以上前に両親が交通事故で死亡してからは母・陽子の兄、つまりは伯父の安治川に育てられた（第2作）。安治川は事件に行き詰まると、名保子の家を訪れる。
本条良太
演 - 笹本旭
名保子の息子。大伯父である安治川に懐いており可愛がられている。

#### ゲスト
第1作（2020年）
- 下河内健（元彫刻職人・偽名「本間雅史」） - 遠山俊也
- 本間雅史（元サラリーマン・自発的蒸発者・偽名「長澤一郎」） - 小野了
- 長澤一郎（官庁外郭団体 元職員・偽名「下河内健」） - 増田修一朗
- 本間淳子（本間の妻） - 明星真由美
- 下河内秋彦（健の息子） - 伊藤祐輝
- 近藤陽子（闇金経営者・健の義理の姉） - 赤間麻里子
- 堂本雅也（神奈川県警 管理官） - 諒太郎
- 駒井百合花（本間の同居人） - あらい美生
- 松崎純一（警視庁三鷹中央警察署刑事課） - 竹本純平
- 星野正夫（警視庁墨田西警察署刑事課） - 上杉陽一
- 園田茂（警視庁日の出警察署刑事課） - 逢川大樹
- 村田成次（百合花の元恋人） - 佐々木陽平
- 古着屋の店員 - トミドコロ
- 池原進（港南リフォーム 従業員・本間の大学時代の後輩） - 小林博
- バックルの製造会社社員 - 佐々木省三
- 三島里奈（百合花の高校時代からの友人） - 金久保マユ（現・金久保芽衣）
- 死体の第一発見者 - 榊原美鳳
- チンピラ - 土屋伊
- チンピラ - 中村匡志

第2作（2021年）
- 紺野理一郎（外資系企業の幹部・さゆ里の夫） - 水橋研二
- 藪原美幸（クラブのホステス） - 東風万智子
- 内山優平（陽一と五月の息子） - 松尾潤
- 三上聖（無職） - 阿部亮平
- 紺野さゆ里（元ホステス） - 桜木梨奈
- 神奈川県警捜査一課 刑事 - 上田航平（ゾフィー）、サイトウナオキ（ゾフィー）
- 布川（バーテン・美幸の恋人） - 永沼伊久也
- 相沢ミチル（仙台タウン誌「せんだいドットコム」編集） - 橘茉希
- 岩瀬厚一郎（マンション管理人・元刑事） - 向井修
- 今村勝也（警視庁奥多摩東警察署刑事課 刑事） - 針原滋
- レストランの支配人 - 蒲生純一
- 内山陽一（五月の夫・10年前交通事故死） - 東正実
- 奥多摩山荘 管理人 - 竹本和正
- 神保（記者） - 日向みお
- 内山五月（安治川の先輩刑事の娘） - 高島礼子

第3作（2021年）
- 沢木杏里（虹彦のアシスタント・良美の少年課時代の知り合い） - 加藤小夏（少女期：本間里彩）
- 日下部崇明（とうぶ信用金庫 職員） - 小野塚勇人（少年期：白鳥晴都）
- 浅野正彦（神奈川県警秦野中央警察署・警部補） - 林家たま平
- 山崎和子（甘味処「村上茶屋」店主） - 山野海
- 橿原通代（虹彦の妻） - 田中里衣
- 伊勢戸世津子（勝浩の妻） - 薬丸夏子
- 竹嶋咲希（「下町のピッツェリア ボンテ」ウェイトレス） - 村崎真彩（少女期：井上栞那）
- 補導される少年 - 番家一路
- 橿原虹彦（プロカメラマン） - 神尾佑
- 石栗貞道（元刑事・安治川の同期） - 山田明郷
- 伊勢戸利次（無職・世津子の弟） - 永野
- 和泉英二（アース整形外科クリニック 医師） - 石田登星
- 日下部（工場経営者・崇明の父・15年前自殺） - 塚原大助
- 父親 - 古川照之
- ガールズバーの店員 - 八重樫修造
- 伊勢戸勝浩（伊勢戸グループ 副社長・婿養子） - 小手伸也
- 喫茶店のマスター - 古家祥吾（TCクラクション）

第4作（2022年）
- 畑靖史（イタリアンレストラン「ローコスファン」元従業員） - 佐戸井けん太
- 三好智也（警視庁公安部外事第四課 刑事） - 近藤公園
- 池ノ上祥一（イタリアンレストラン「ローコスファン」オーナーシェフ） - 金山一彦
- 船岡隆明（船岡興産 会長・池ノ上美世の父） - 鶴田忍
- 国崎（検視官） - 国崎和也（ランジャタイ）
- 鑑識官 - 伊藤幸司（ランジャタイ）
- 遠山（ホテル千葉ベイエリア 支配人） - 真島茂樹
- 加納正巳（逃がし屋の一員） - 堀源起
- 松本和志（ルポライター） - 稲健二
- 有田春子（神奈川県横浜南警察署刑事課 警部） - 高橋珠美子
- 稲森亜紀（20年前に恋人の川手健吾と一緒に飛び降り自殺した高校生） - 中尾百合音
- 川手健吾（20年前に一家心中で生き残ったが後に自殺した大学生） - 瑠己也
- 池ノ上美世（祥一の妻） - 遊井亮子
- 松坂由紀（イタリアンレストラン「ローコスファン」元従業員） - 大路恵美
- 佐田正彦（イタリアンレストラン「ローコスファン」元従業員） - 趙珉和
- 山科百合子（美世の同級生） - 柊瑠美
- 船岡喬子（隆明の妻・美世の母） - 田中綾子
- 川島尊（イケメンホスト・美世の愛人） - 寺西優真
- 中島（紀佐子が働いていた弁当屋の同僚） - 中條サエ子
- 八木紀佐子（イタリアンレストラン「ローコスファン」元従業員） - 床嶋佳子

第5作（2023年）
- 行橋優香里（ネイルサロン「ユカリーム」代表・文夫の妻） - 仁村紗和
- 行橋文夫（神奈川国際大学 講師） - 福士誠治
- 行橋菊江（繁夫の妻・文夫の母） - 山下容莉枝
- 妻夫木文則（太造の元秘書） - 梨本謙次郎
- 高岸（喫茶店の客） - 高岸宏行（ティモンディ）
- 前田（喫茶店の客） - 前田裕太（ティモンディ）
- 楠原智彦（早恵の恋人） - 富田健太郎
- 上川沙織（優香里の側近） - 井上百合子
- 岡部誠（神奈川国際大学 教授・文夫の上司） - 小久保丈二
- 藤谷一郎（藤谷鋼材 社長・早恵の父） - 新納多朗
- 福沢陽子（信也の母・自殺） - 加茂美穂子
- 友坂隆（太造の元秘書・30年前自殺） - 五十嵐梅郷
- 行橋太造（元大臣・菊江の父） - 勝部演之
- 末永久子（行橋家の家政婦） - 鷲尾真知子
- 福沢信也（マンションのガードマン） - 鈴木裕樹（15年前：安部夏音）
- 大下真治（神奈川県警 監察官） - 宍戸開
- 藤谷早恵（文夫の愛人） - 村田寛奈
- 能代英子（ネイルサロン「ハナブサ」代表・優香里の母・3か月前死亡） - 栗田よう子（ノンクレジット）
- 行橋繁夫（神奈川県議会の議長・文夫の父・婿養子） - 金田明夫

### スタッフ
- 原作 - 姉小路祐
- 脚本 - 吉本昌弘
- 監督 - 猪原達三
- ナレーター - 野田圭一
- 殺陣 - 二家本辰巳
- 警察監修 - 石坂隆昌
- 技術協力 - ビデオフォーカス、ジースタッフ
- 照明協力 - Kカンパニー
- 美術協力 - 東京美工（1）、グループ飾り屋（2）、高津装飾美術（2）、日映装飾美術（2）
- ポスプロ - 松竹映像センター
- プロデューサー - 山鹿達也（テレビ東京）、佐々木淳一（1-3）、竹内絵唱（1-3）、足立弘平（4）
- チーフプロデューサー - 中川順平（テレビ東京）
- プロダクション協力 - 松竹撮影所東京スタジオ
- 制作 - テレビ東京、BSテレ東、松竹

### 放送日程
| 話数 | 放送日         | サブタイトル | 原作                                         | 脚本     | 監督     |
| ---- | -------------- | --- | -------------------------------------------- | -------- | -------- |
| 1    | 2020年 5月11日 | 人生100年時代に新しい警察官が登場!身分は曖昧。昇進も関係なし。 定年後に再雇用された警察官が刑事の勘と人脈を武器に難事件に挑む、高橋英樹主演の痛快ミステリー。  | 『再雇用警察官』                             | 吉本昌弘 | 猪原達三 |
| 2    | 2021年 6月28日 | 再雇用警察官が刑事の勘と人脈を武器に難事件に挑む“人生100年時代”ミステリーの第2弾。 殺人容疑者は恩師の娘？空白の1日に隠された殺害トリック! 高橋英樹VS高島礼子   | 『再雇用警察官 いぶし銀』                    | 吉本昌弘 | 猪原達三 |
| 3    | 12月13日       | 再雇用警察官が刑事の勘と人脈を武器に難事件に挑む“人生100年時代”ミステリー第3弾。 再出発に潜む罠…妻殺害、遺産20億の完全犯罪!?ラスト驚愕の真犯人とドンデン返し!? | 『再雇用警察官 完敗捜査』                    | 吉本昌弘 | 猪原達三 |
| 4    | 2022年 7月4日  | 再雇用警察官が刑事の勘と人脈を武器に難事件に挑む“人生100年時代”ミステリー第4弾! 再出発に懸けた伊料理店VS鬼妻と毒父!川崎〜千葉結ぶ殺人の完璧すぎるアリバイ!?    | 「1の連続」 （『再雇用警察官 0の構図』所収） | 吉本昌弘 | 猪原達三 |
| 5    | 2023年 3月13日 | 再雇用警察官が刑事の勘と人脈を武器に難事件に挑む“人生100年時代”ミステリー第5弾! 消息対応室が閉鎖危機!? 政治家一家が隠す秘密は!? 死体が部屋から消えて川を遡る?  | 「2の変更」 （『再雇用警察官 0の構図』所収） | 吉本昌弘 | 猪原達三 |